# Gustav Leonhardt

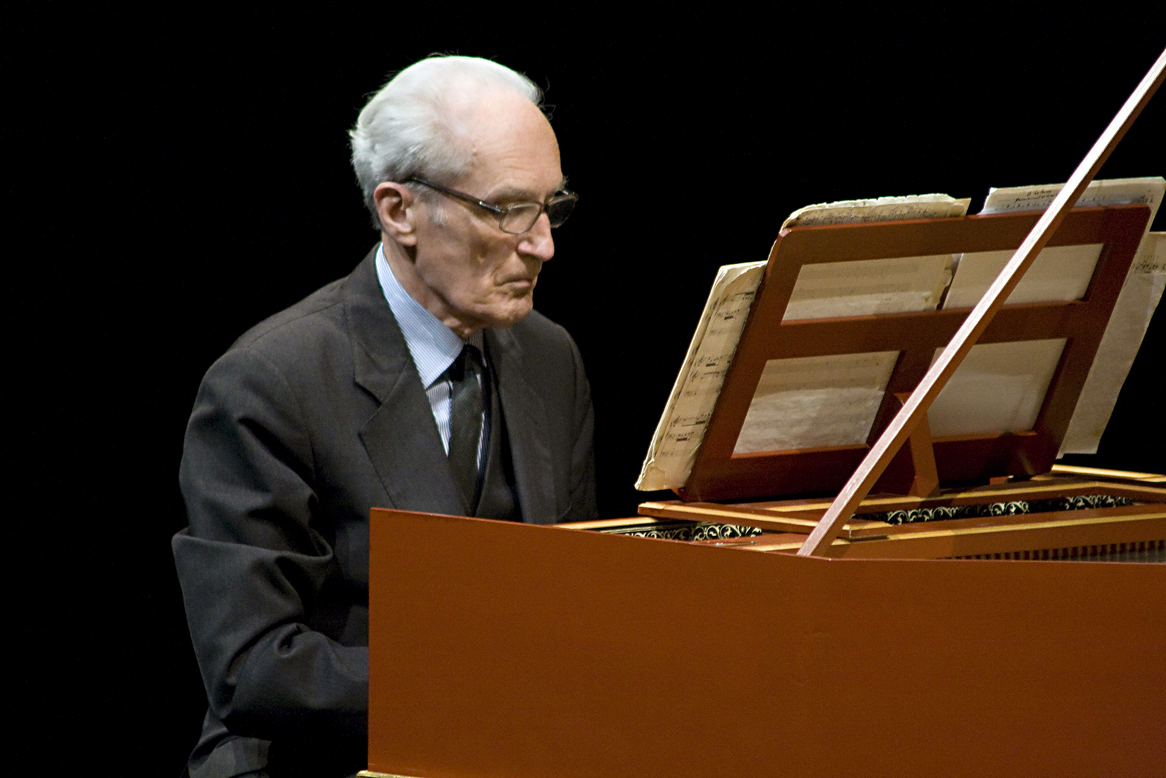
Gustav Leonhardt.

Gustav Leonhardt ('s-Graveland, Holanda Septentrional, 30 de mayo de 1928 - Ámsterdam, 16 de enero de 2012) fue un clavecinista, musicólogo, profesor, director de orquesta y editor musical neerlandés.
Leonhardt está considerado uno de los pioneros en el "movimiento historicista", iniciado en la década de 1960 y basado en la interpretación de música renacentista, barroca y clásica siguiendo criterios historicistas y utilizando instrumentos de época. Como profesor del Conservatorio de Ámsterdam, influyó poderosamente en la generación posterior de músicos neerlandeses, que han hecho de este país uno de los centros más importantes en la interpretación "historicista". También ha creado los grupos Leonhardt-Consort y Leonhardt Baroque. Junto a Nikolaus Harnoncourt, emprendió en 1971 la grabación de todas las cantatas de Johann Sebastian Bach, completada en 1990 y aparecida en el sello discográfico Teldec. Esta integral supuso una innovación en muchos aspectos, como en el empleo de niños tanto en el coro (voces de soprano y contralto) como en las partes solistas (recitativos y arias para estas cuerdas), respetándose así la ejecución vocal de los tiempos del compositor.
El 12 de diciembre de 2011, dejó de dar conciertos debido a problemas de salud.